# سيرجي ميخايلوف
سيرجي ميخايلوف (الروسية: Михайлов, Сергей Валерьевич) هو لاعب كرة قدم بيلاروسي في مركز حراسة المرمى، ولد في 8 يونيو 1978 في مينسك في بيلاروس. لعب مع نادي بارتيزان مينسك ونادي بلشينا بوبرويسك ونادي سلوتسك.

## وصلات خارجية
- سيرجي ميخايلوف على موقع قاعدة بيانات كرة القدم.إي يو (الإنجليزية)
- سيرجي ميخايلوف على موقع Soccerway.com (الإنجليزية)